# خورشیدگرفتگی ۲۸ سپتامبر ۱۸۱۰
خورشیدگرفتگی ۲۸ سپتامبر ۱۸۱۰ (به انگلیسی: Solar eclipse of 28 September 1810) یک خورشیدگرفتگی از نوع خورشیدگرفتگی حلقه‌ای بود. این خورشیدگرفتگی در تاریخ  ۲۸ سپتامبر ۱۸۱۰ روی داد که زمان اوج آن، ساعت ۱۶:۳۷:۲۵ به‌وقت ساعت هماهنگ جهانی بوده‌است.  مدت‌زمان و طول این خورشیدگرفتگی ۰۳ دقیقه و ۴۵ ثانیه بود.